# 이현상 (1924년)
이현상(李賢相, 1924년 5월 14일 ~ 1968년 3월 23일)은 일제강점기 한국의 독립운동가이다. 경성부(현, 서울특별시) 출신으로 대한민국 임시정부 요인 이승호(李承浩)의 아들이다.  조선총독부 인사 암살 저격을 목표로 흑백단을 결성하고, 경복중학교 창고를 습격하여 무기를 조달하려다가 1942년 초 동지 김창흠이 체포, 조선총독부 형사에게 사전에 발각되어 국외로 출국했다. 그러나 1944년 1월 만주에서 체포되어 다른 동지들과 함께 조선으로 송환됐다. 징역 8개월형을 선고받고 복역하던 중 해방되었다. 이후의 행적은 미상이며, 1977년 11월 30일 건국포장과 1990년 8월 건국훈장 애국장이 추서되었다.

## 생애
경성 출신이다. 경성 경복중학교 재학중 한용운, 안재홍(安在鴻), 여운형(呂運亨) 등의 영향을 받아 1939년 경복중 4학년 때부터 독립운동에 참여하기로 결심했다. 이어 같은 학교의 일부 학우들 외에도 중앙중학교 재학 중이던 남상갑(南相甲), 경성사범학교 김성한(金盛漢), 이경춘(李慶春) 등과 독립운동에 참여할 것을 결의하였다.
1941년 주낙원(朱樂元)의 집에서 흑백당(黑白黨)을 조직에 참여하고 선언문을 작성하고, 강령과 규약 등을 만들었다. 이후 조선총독부 인사 암살 저격을 목표로 하여, 홍건표(洪建杓) 등과 함께 독립운동 참여를 촉구하는 유인물을 인쇄하려 비밀리에 거리에 뿌렸다. 또한 거사에 필요한 무기를 경복중학교의 교내 창고에서 약탈계획을 세웠다.
1939년 3월 대동상업학교(大東商業學敎)에 합격하였으나, 진학 여부는 확인되지 않고 있다. 이후로도 상급학교로 진학하거나 편입한 친구들과 만나 흑백당 조직 활동을 계속 하였다.
그러나 거사 직전 1942년 초에 참여자인 김창흠(金昌欽)이 일본헌벙에 잡혀서 흑백당조직이 탄로나, 수배되었다. 흑백당 단원들이 수배자가 되면서 한국 광복군에 가담하기로 결정하고 해산, 산발적으로 2,3명씩 조를 나누어 각각 다른 길을 거쳐서 국외로 출국 만주의 신경으로 떠났다. 그러나 총독부 형사의 추적으로 1944년 1월 신경에서 검거되고, 베이징, 봉천, 신경 등지에서 잡힌 다른 동지들과 함께 송환, 대전형무소에 투옥되었다. 대전형무소 투옥 중 대전지방법원에서 징역 8년형을 선고받았다. 1945년 8월 대전형무소 수감 도중 8.15 해방으로 풀려났다. 해방 당시에는 생존해 있었으나 이후의 행적은 미상이다.
1968년 3월 23일에 사망했다. 1977년 11월 30일 기타 훈격으로 건국포장이 추서되었으며 당시에는 생존자가 아닌 것으로 확인되었다. 1990년 8월 건국훈장 애국장이 추서되었다.

## 기타
1955년부터 1969년 전후로 서울 한국증권거래소에 근무하던 이현상(李賢相)은 그와 동명이인이다.

## 같이 보기
- 대한민국 임시 정부
- 이승호
- 흑백단
- 경복중학교

## 참고 자료
- "獨立有功 포상자 名單", 경향신문 1977년 11월 30일자 6면 생활/문화면
- 국가보훈처, 《대한민국 독립유공인물록》 (국가보훈처, 1997)
- 정세현, 《항일학생민족운동사연구》 (일지사, 1975)